# Фінал кубка Англії з футболу 1933
Фінал кубка Англії з футболу 1933 — 58-й фінал найстарішого футбольного кубка у світі. Учасниками фіналу були «Манчестер Сіті» і «Евертон». Володарем кубкового трофею став «Евертон».

## Шлях до фіналу
| «Евертон»          | «Евертон» | «Евертон»                | Раунд           | «Манчестер Сіті»   | «Манчестер Сіті» | «Манчестер Сіті»                        |
| ------------------ | --------- | ------------------------ | --------------- | ------------------ | ---------------- | --------------------------------------- |
| Суперник           | Результат | Матчі                    |                 | Суперник           | Результат        | Матчі                                   |
| «Лестер Сіті»      | 3—2       | 3—2 на виїзді            | Третій раунд    | «Ґейтсгед»         | 10—1             | 1—1 на виїзді, 9—0 вдома (перегравання) |
| «Бері»             | 3—1       | 3—1 вдома                | Четвертий раунд | «Волсолл»          | 2—0              | 2—0 вдома                               |
| «Лідс Юнайтед»     | 2—0       | 2—0 вдома                | П'ятий раунд    | «Болтон Вондерерз» | 4—2              | 4—2 на виїзді                           |
| «Лутон Таун»       | 6—0       | 6—0 вдома                | Шостий раунд    | «Бернлі»           | 1—0              | 1—0 на виїзді                           |
| «Вест Гем Юнайтед» | 2—1       | 2—1 на нейтральному полі | 1/2 фіналу      | «Дербі Каунті»     | 3—2              | 3—2 на нейтральному полі                |

## Матч
| 29 квітня 1933 |

| Евертон                    | 3:0      | Манчестер Сіті |
| -------------------------- | -------- | -------------- |
| Стейн 41' Дін 52' Данн 80' | Протокол |                |

| Вемблі, Лондон Глядачів: 92 950 Арбітр: Едді Вуд |

|  |  |

|                  |  |                |  |
|                  |  |                |  |
| В                |  | Тед Сейгар     |  |
| З                |  | Варні Кресвелл |  |
| З                |  | Біллі Кук      |  |
| ПЗ               |  | Джок Томсон    |  |
| ПЗ               |  | Томмі Вайт     |  |
| ПЗ               |  | Кліфф Бріттон  |  |
| Н                |  | Джиммі Стейн   |  |
| Н                |  | Томмі Джонсон  |  |
| Н                |  | Діксі Дін (к)  |  |
| Н                |  | Джиммі Данн    |  |
| Н                |  | Алберт Гелдард |  |
| Головний тренер: |  |                |  |
| Томас Макінтош   |  |                |  |

|                  |  |                  |  |
|                  |  |                  |  |
| В                |  | Лен Ленгфорд     |  |
| З                |  | Біллі Дейл       |  |
| З                |  | Сід Кенн         |  |
| ПЗ               |  | Джекі Брей       |  |
| ПЗ               |  | Сем Кауан (к)    |  |
| ПЗ               |  | Метт Басбі       |  |
| Н                |  | Ерік Брук        |  |
| Н                |  | Джиммі Макмаллан |  |
| Н                |  | Алек Герд        |  |
| Н                |  | Боббі Маршалл    |  |
| Н                |  | Ерні Тоусленд    |  |
| Головний тренер: |  |                  |  |
| Вілф Вайлд       |  |                  |  |